# Тезеїда

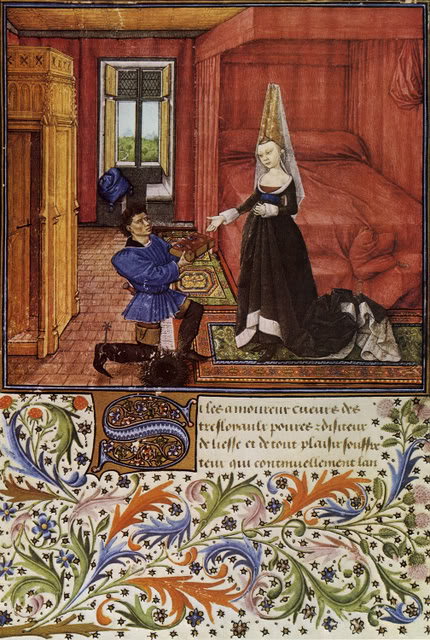
Бартелемі д'Ейк. Мініатюра з «Тезеїди» Боккаччо. Бл. 1470 р. Відень, Національна бібліотека.

«Тезеїда» (італ. Teseida delle nozze d'Emilia) — епічна поема Боккаччо, що супроводжується докладним коментарем. Є основою «Розповіді Лицаря» з «Кентерберійських оповідань» Джефрі Чосера.

## Сюжет
Афінський герцог Тезей привозить з походу на батьківщину царицю амазонок Іпполіту, що стала його дружиною, і її юну сестру Емілію. Незабаром Тезей йде на Фіви та вбиває там Креонта…